# 國際足協世界盃
國際足球總會世界盃，又稱世界盃足球賽，常簡稱世界盃，是項男子國家足球隊之間的國際性比賽，由世界足壇最高管理機構國際足球協會（FIFA）每4年舉辦1次，與奧運會交替進行。世界盃亦為世界最具影響力的國際綜合體育賽事，自1998年法國世界盃起電視轉播觀眾人數達到40億人次，超過奧運會成為全球觀眾人數最多的體育盛會。1930年為世界盃的首屆比賽，冠軍是烏拉圭隊，1942年、1946年因為第二次世界大戰而停辦。世界盃分成外圍賽、決賽週2個部份。外圍賽部分會在決賽週展開的前3年舉行。目前有48隊能打入決賽週，球隊會在主辦國境內進行為期1個月的決賽周以爭奪冠軍寶座。世界盃決賽周是全世界最受歡迎的賽事之一，2022年世界盃決賽有15億人次收看。至今已舉辦了22屆賽事，有8個國家曾贏得冠軍。巴西隊是唯一從未缺席世界盃決賽周的隊伍，並贏得5次冠軍。德國隊、意大利隊各獲得4次冠軍，阿根廷隊奪得3次冠軍，烏拉圭隊、法國隊各2次奪得冠軍。英格蘭隊則在自己主辦的賽事取得1次冠軍、西班牙隊在南非主辦賽事奪得首個世界盃冠軍。

## 歷史

### 早期國際賽

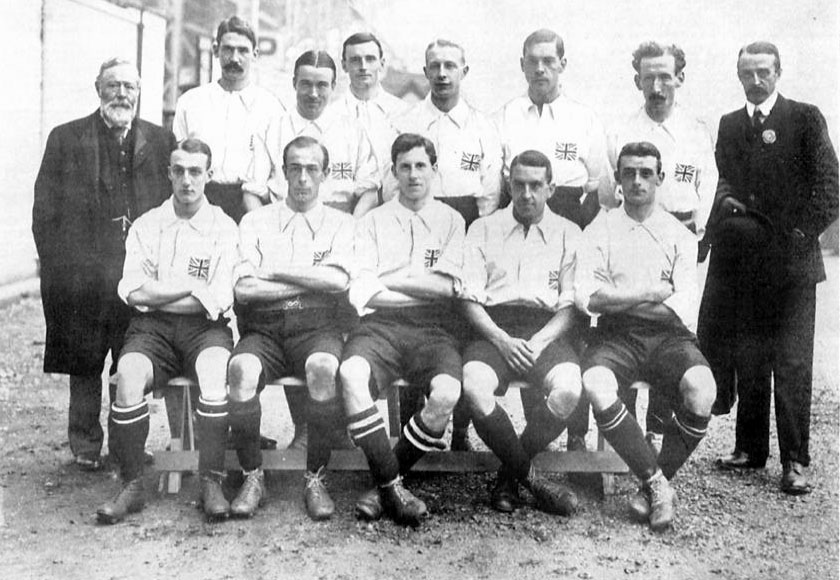
業餘的聯合王國國家足球隊出戰1908年奧運會奪得冠軍的陣容

世界上第一場國際性足球賽是1872年在蘇格蘭格拉斯哥進行的對抗賽，由蘇格蘭代表隊對英格蘭代表隊，而首次國際性比賽為1884年開始舉辦的英國本土四角錦標賽。在這時期，英國之外的地方幾乎沒有這項體育運動。19世纪末，足球运动传入南美洲。1901年，第一场在英国（包括爱尔兰）之外的正式国际比赛在乌拉圭首都蒙得维的亚举行，对战双方是乌拉圭队与阿根廷队。在19世紀和20世紀之交，足球在全世界漸漸普及化，奥运会亦引入足球比賽，在1900年、1904年和屆間運動會列進表演項目（取得冠軍沒有獎牌）；1908年，足球成為奥运会正式項目。在英格蘭足球總會的計劃下，這賽事只限業餘球員參賽，球賽著重表演多於競爭。代表英國出賽的英格蘭業餘足球代表隊蟬聯了1908年和1912年兩屆奧運會的冠軍。
國際足協於1904年成立之後，曾經嘗試在1906年脫離奧林匹克框架、在瑞士舉辦一次國家間的國際足球比賽。這是國際足球的最初嘗試，而據國際足協官方歷史形容，這項比賽是失敗之作。
在奥运比賽繼續只限業餘球隊和球員出賽之下，湯馬斯·立頓爵士在1909年於都靈舉行湯馬斯·立頓爵士盃。該錦標賽是由不同國家的球會競逐，每支球會為自己所屬的國家之代表。這項比賽有時會被認為是第一屆世界盃（The First World Cup），意大利、德國和瑞士都派出本土最頂級的球會出戰，但英格蘭足球總會不欲參加賽事並拒絕派出職業球會參賽。納頓邀請達勒姆郡的業餘球隊西奧克蘭鎮足球會（West Auckland Town F.C.）參賽，以代表英格蘭。結果西奧克蘭順利在賽事取勝，並於1911年成功衛冕冠軍，贏得可永久保存的冠軍獎盃，亦對首開保存獎盃制的先例。
1914年，國際足協決定將奧運足球比賽定為世界業餘足球錦標賽（world football championship for amateurs），並負責管理賽事。這為世界上首次洲際足球比賽（1920年夏季奥运会足球比賽）的舉辦鋪平了道路。13支歐洲國家隊以及埃及隊參加了這屆充滿爭議的比賽，最終主辦國比利時在決賽不戰而勝贏得冠軍。隨後的1924年和1928年奧運會冠軍由烏拉圭贏得。1928年，國際足協決定在奥运的架構之外創辦他們自己的國際賽事。由於當時乌拉圭連續贏得兩屆官方足球錦標賽的桂冠（國際足協的職業時期始於1924年），且正逢1930年迎接獨立百年大慶，提出全額負擔各參賽國家的費用，國際足協因而決定將主辦權授予烏拉圭。

### 首屆世界盃

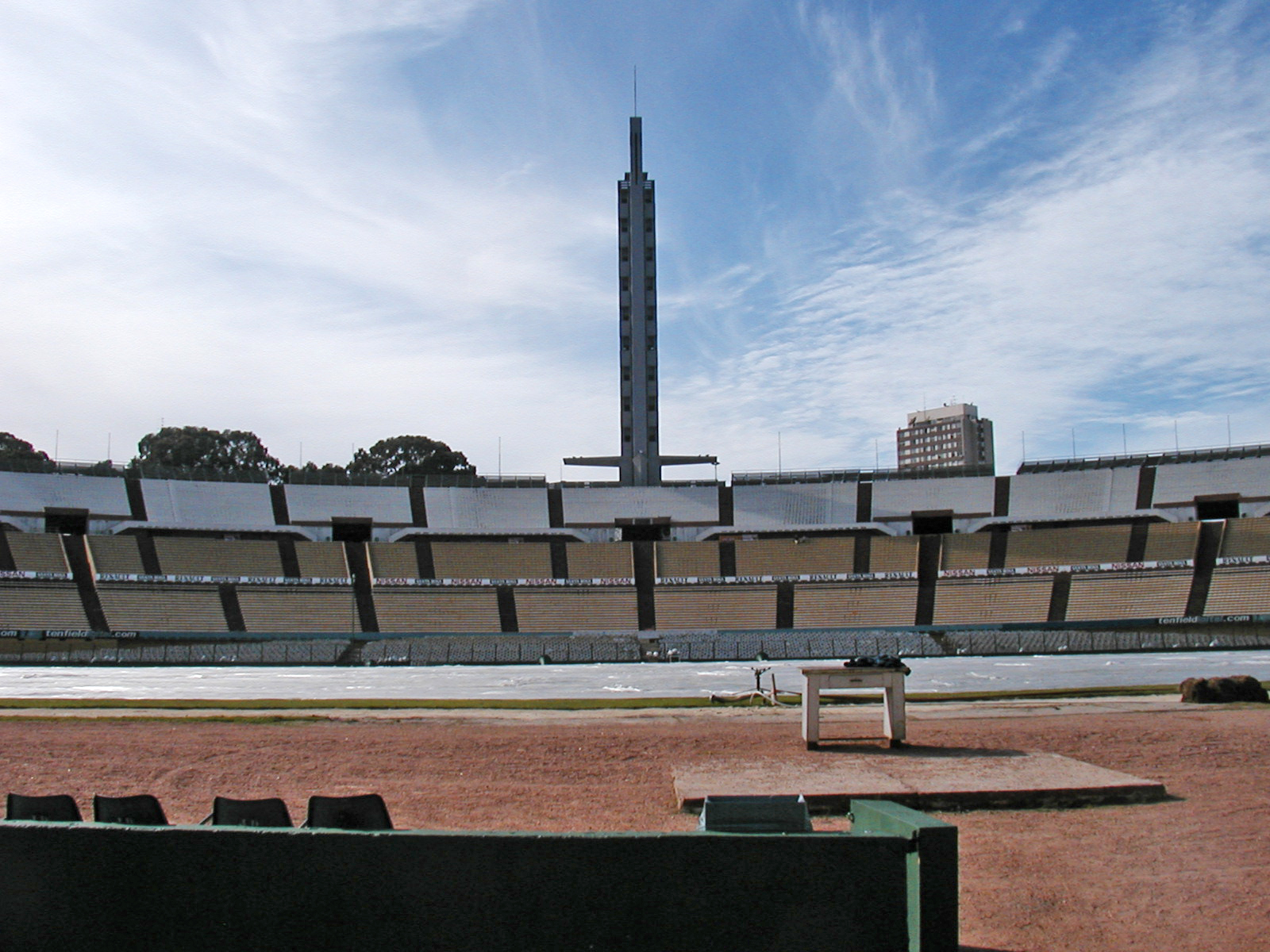
世紀球場（Estadio Centenario），1930年首屆世界盃決賽之舉行地點為烏拉圭的蒙特維多

在洛杉磯舉行的1932年夏季奧運會並未將足球列入正式項目，原因是足球在美國的普及性非常低，同時美式足球正不斷發展。國際足協和國際奧委會（IOC）亦不認同其業餘性質，所以這屆奥运会取消了足球項目。國際足協主席儒勒·雷米打算將首屆世界盃賽事定於烏拉圭舉行。但對於處在大西洋的歐洲國家來說，遠赴位於南美洲的比賽場地烏拉圭作賽，是一個漫長及昂貴的行程。所以在賽事展開的兩個月前，並沒有任何歐洲國家保證派出代表隊征戰。雷米說服了比利時、法國、羅馬尼亞和南斯拉夫參賽。賽事合共有13支隊伍參與，包括7支南美洲球隊、四支歐洲球隊和兩支北美洲球隊。
1930年7月13日，首屆世界盃足球賽正式展開，首兩場賽事同時進行，法國隊和美國隊旗開得勝，他們分別以4:1擊敗墨西哥隊和3:0擊敗比利時隊。世界盃史上的首個入球是法國隊的吕西安·洛朗（Lucien Laurent）取得。決賽於蒙特維多球場舉行，有93,000名球迷入場觀看賽事，結果烏拉圭隊以4:2擊敗阿根廷隊奪得冠軍，成為首個贏得世界盃的國家。

### 發展
早期的世界盃足球賽受到交通不便和戰爭等問題的阻礙，僅有少數南美洲國家願意在1934年和1938年特意遠赴歐洲參加世界盃，其中巴西是唯一參與這兩屆賽事的南美洲國家代表隊。1942年和1946年世界盃因第二次世界大戰而被迫取消。
1950年世界盃，英國首次派出代表參賽。英國球隊在1920年退出了國際足協，一方面是出於不願同本國的戰爭敵手比賽的意願，另一方面是因為他們認為足球只是英國人自己的運動，但1946年應國際足協力邀，他們再次加入。這屆賽事是烏拉圭隊繼1930年世界盃之後再次奪冠。烏拉圭隊杯葛了之前的兩屆世界盃。在本屆世界盃決賽，他們以2:1反勝巴西，再次捧走冠軍獎盃。烏拉圭隊與巴西之間這場經典的決賽被後人稱為「马拉卡纳之战」（Maracanazo）。

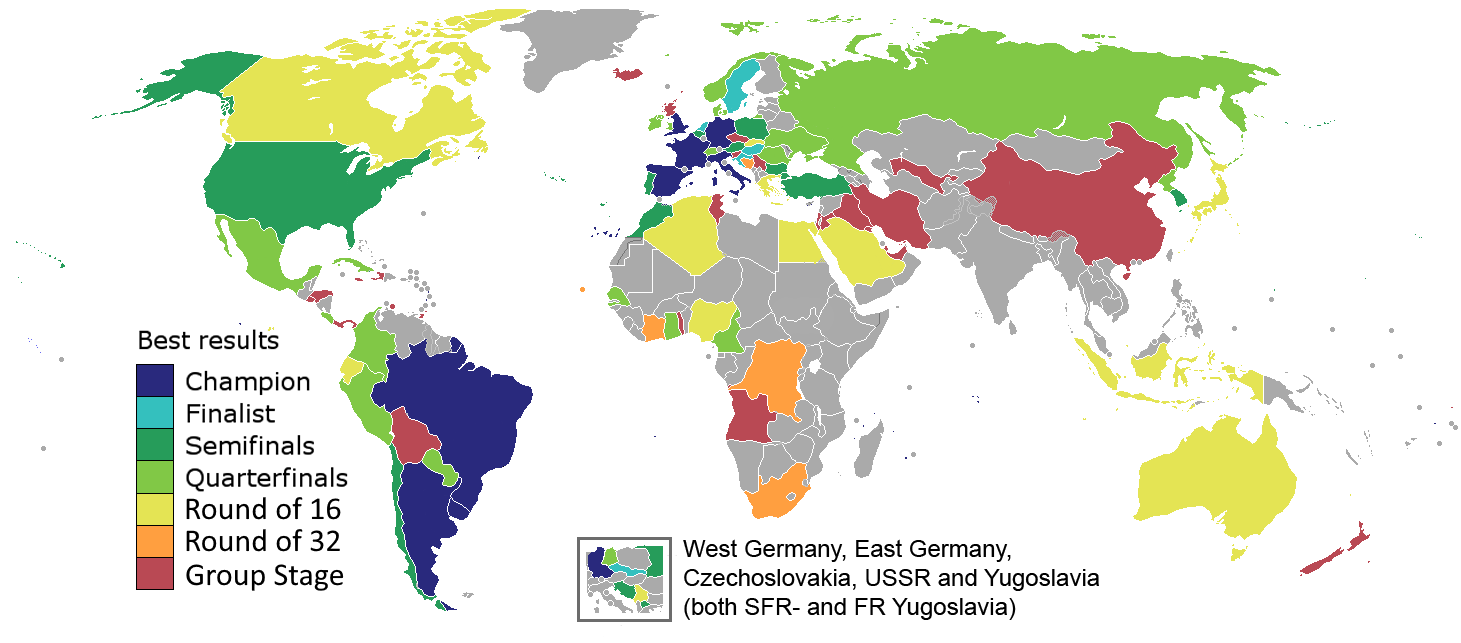
各國在世界盃的最佳成績

從1934年至1978年世界盃，各有16隊會晉級決賽週；除了1934年的奧地利，球隊在晉身決賽週後被納粹德國吞併，使該屆只有15隊參加決賽週；以及1950年的印度、蘇格蘭和土耳其先後退出，只剩下13隊參賽。大部份參賽的國家隊都來自歐洲和南美洲，少數來自北美洲、亞洲、非洲和大洋洲。直到1982年，只有以下數支非歐洲和南美球隊突破第一圈：美國隊在1930年進入準決賽；古巴隊在1938年進入半準決賽；1966年的朝鮮隊爆冷進入8強；墨西哥隊在1970年同樣進入8強賽。
從1982年世界盃起，決賽週參加隊伍增至24隊，1998年起擴增至32隊，並增加了非洲、亞洲和北美洲的球隊競逐決賽週的機會。唯一例外的是大洋洲，該洲從未有球隊取得一張完整的決賽週入場券。近年來，這些洲的球隊表現比過往更為理想，有多支球隊曾進入半準決賽，包括1986年的墨西哥隊、1990年的喀麥隆隊以及2002年的塞內加爾隊和美國隊。然而歐洲和南美洲的球隊始終技高一籌，以2006年世界杯為例，晉級8強的隊伍全部來自這兩洲，而進入準決賽的隊伍則全部來自欧洲。
此外，共有198支國家與地區代表隊參與2006年世界杯決賽週席位的爭奪戰，2010年世界杯更打破歷年紀錄——有204支代表隊參加外圍賽。

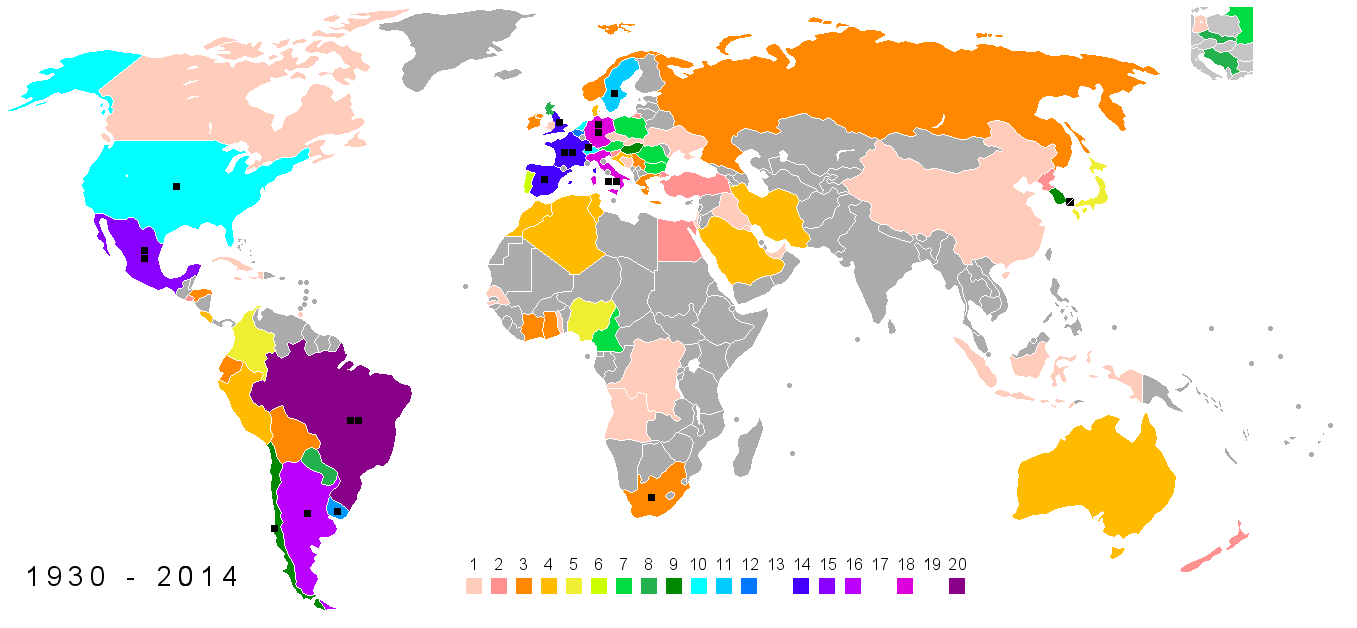
各國出席世界盃的次數

### 其他國際足協賽事
與男子世界盃足球賽相對應，國際足協亦設立了女子世界盃足球賽。女子世界盃的規模比男子小，但正不斷發展；2007年女子世界杯外圍賽參賽球隊有120支，是1991年女子世界杯的兩倍多。
足球亦是奧運項目之一，只有1896年和1932年兩屆除外。和其他體育項目不同，奧運會男子足球比賽並非頂級賽事，從1992年起，每隊只准派3名超齡球員（大於23歲）出戰。奥运女子足球亦從1996年開始舉辦，參賽球員不受年齡限制。
聯合會盃在世界盃決賽周展開前一年舉行，由世界盃主辦國所舉辦，可說是給主辦國的一次採排機會。這項比賽由六大洲的冠軍球隊出戰，再加上主辦國和世界盃冠軍，合共8支球隊參加。
國際足協亦舉辦一些青少年足球國際賽事，包括U20世界盃足球賽、U17世界盃足球賽；球會方面，有世界冠軍球會盃，還有五人足球（包括世界室內五人足球錦標賽）和沙灘足球（包括國際足協沙灘足球世界盃）。

## 冠軍獎盃
世界盃足球賽先後使用過雷米金盃和大力神盃作為冠軍獎盃。
雷米金盃，又稱作女神盃，是1930年至1970年所使用的世界盃冠軍獎盃，由歷屆冠軍球隊輪流保管。雷米金盃最初稱為“世界盃”（World Cup）或“世界之盃”（Coupe du Monde），但在1946年為紀念世界盃的締造者國際足協主席儒勒·雷米而易名。這座獎盃曾於1966年世界盃前夕在英國展出時被盜，後被尋回。1970年，巴西第三次捧盃後，被允許永久保留此獎盃，但1983年於里約熱內盧再度失竊，至今仍然下落不明。外界認為雷米金盃有可能已被熔化成黃金出售。
國際足協世界盃獎杯（英語：FIFA World Cup Trophy），又稱作大力神盃，是1970年後所使用的獎盃。國際足協請來七國專家，對53個候選設計方案進行評估，最終採用了意大利設計師施維奧·加辛尼加（Silvio Gazzaniga）的作品，這就是今天的大力神盃。大力神盃高36釐米，重量4.97公斤，由18K黃金鑄成，造型為兩個大力士雙手高舉地球。
1974年起由應屆冠軍得主保存直到翌屆決賽週前。首次獲得大力神杯的球隊為1974年的德国隊。自1974年起，獲得三屆冠軍的國家隊可以獲得一尊大力神盃的複製品，但是原件不會被任何國家隊永久擁有，乃歸國際足協所有。
大力神盃的底座上共可刻下1974年至2038年17屆世界盃冠軍的國家名稱，換句話說，在2038年的世界盃完結之後，大力神盃將會退役，由新一代的獎盃取代。

## 賽制

### 外圍賽
自1934年起，世界盃設立外圍賽。
所有參賽隊伍分別在6個大洲足球聯合會（非洲足聯、亞洲足聯、歐洲足聯、中北美及加勒比足聯、南美足聯和大洋洲足聯）的監管下，按大洲各自組織世界盃外圍賽（包括決定其賽制），以爭奪世界盃決賽周參賽資格。每屆賽事正式展開前，國際足協都會決定各大洲足球聯合會的決賽周名額，其依據主要是該洲球隊的實力，但也受各洲遊說的影響。足球運動較發達的區域如歐洲和南美洲的入圍比例會較亞洲或大洋洲多出幾倍。
外圍賽在決賽週舉行前3年開始，過程逾2年。外圍賽在各個洲份的形式都有所不同。少數球隊需進行跨洲附加賽以爭奪席位。例如，大洋洲區冠軍需和南美洲區第5名爭奪2010年世界盃決賽週的1個席位。自1938年起，世界盃主辦國和上屆冠軍球隊，均無需參與外圍賽便可自動獲得決賽周參賽名額。但由于1998年世界杯冠军法国队在2002年世界杯的表现令人大跌眼镜，因此在2002年世界盃之後，國際足協更改這項政策，規定上屆冠軍也必須通過外圍賽來取得決賽周的參賽資格。因此，2002年世界盃冠軍隊巴西成為首支需要參加外圍賽的衛冕冠軍球隊。
但是這個制度卻出現了一些問題，如大洋洲需要透過附加賽才能獲得決賽圈資格，而大洋洲隊伍通常比對手差，這也使世界盃有擴隊的需要。

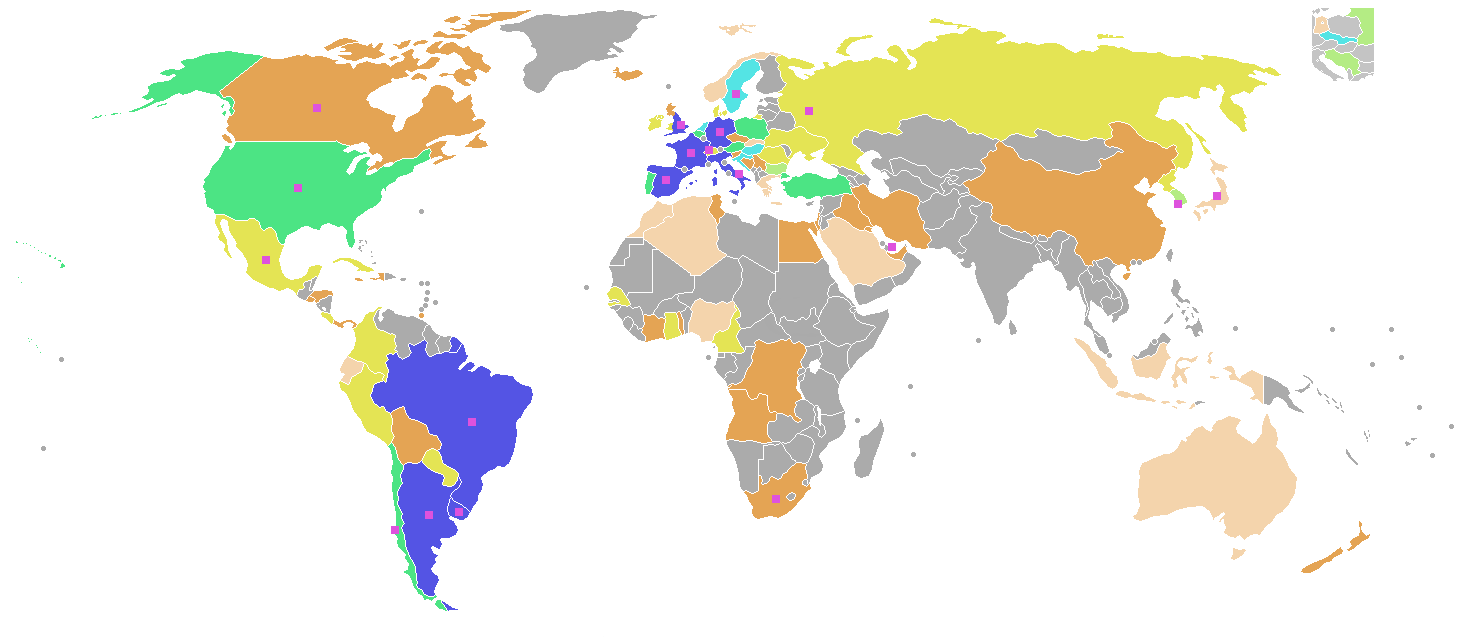
歷屆世界盃主辦國和球隊最佳成績（截止至2010年）

### 决赛圈
現時決賽週會有32支代表隊在主辦國先後進行分組賽和淘汰賽，全程大約持續一個月。
進入決賽階段的球隊首先以小組形式進行分組賽。分組賽以抽籤形式分成八組。國際足協先將各參賽隊伍分成四個級別，第一級別為種子隊，包括主辦國及最高評分的七支代表隊，評分依據國際足協世界排名與近年世界盃成績各佔一定比重的一個方程來計算。八支種子隊分到八個小組中。其他隊伍會分入第二至第四級別，多以球隊所屬的洲份來劃分。每個小組均擁有第一至第四級別的國家隊。自1998年世界盃起，規定同組內不能有多於兩隊歐洲球隊或多於一隊其餘五大洲份的同洲球隊，以及政治等多重原因情形亦不會同組。。
分組賽採用循環制，以保證每隊最少參與三場比賽。每組的最後一輪分組賽，四隊之間的兩場比賽會同時開賽，以確保公平。小組賽的首兩名進入淘汰赛。積分制度採用勝3分、和1分、負0分的制度（1990年世界盃為止贏一場比賽只得2分）。如有兩隊或以上球隊最終同分，則先計算（净胜球）得失球差，再計算进球數，最後計算兩隊對賽胜负关系，若仍未能分勝負，在2018年時採納红黃牌紀律統計，優者晉級，不然便會以抽籤形式決定排名。
2018年世界盃分組賽的首名及次名可晉級淘汰賽，而分組排名依照下列準則：
1. 全部分組賽獲得積分
2. 全部分組賽球差
3. 全部分組賽進球
4. 比較相關球隊之間賽事獲得的積分
5. 比較相關球隊之間賽事的球差
6. 比較相關球隊之間賽事的進球
7. 紅黃牌得分：黃牌-1，2黄1红-3，直接紅牌-4，1黃1直接紅-5。
8. 由FIFA抽籤決定

淘汰賽階段採用單敗淘汰制（英語：single-elimination tournament），90分鐘賽和則加時30分鐘，未能分出勝負便需PK大戰分勝負。淘汰賽從1/8决赛展開，由小組首名對戰另一小組次名。之後的1/4决赛、半决赛、三四名决赛（半决赛落敗方對戰）至决赛會依次進行。

## 主辦國的遴選

世界盃主辦國

早期的世界盃由國際足協開會選出主辦國，但所選地點常引起爭議，因為南美洲和歐洲這兩大勢力的來往需乘三星期船。例如於烏拉圭舉行的首屆世界盃足球賽只有四支歐洲球隊出席。1938年世界盃議決在法國舉行，連續兩屆主辦國都落在歐洲，引來極大爭議，因為美洲國家認為世界盃應由兩洲輪流舉辦。兩支南美勁旅阿根廷隊和乌拉圭隊為此雙雙杯葛這屆賽事。
為杜絕將來再發生爭議和杯葛事件，從1958年世界盃起國際足協決定由美洲和歐洲國家輪流舉辦一次，直到1998年世界杯。2002年世界盃由韓國和日本聯合主辦，是首次在亞洲舉辦，亦是唯一由雙主辦國共同舉辦的賽事。2010年，南非成為第一個主辦世界盃的非洲國家。2014年世界盃由巴西主辦，為繼1978年世界盃起首次由南美洲國家舉辦的賽事。這是首次連續兩屆由非歐洲國家舉辦世界盃賽事。
先前的主辦國自國際足協執行委員會（FIFA's Executive Committee）的投票中選出，投票方式使用單記可讓渡投票（single transferable vote）系統，由來爆發收賄醜聞，2018年6月舉辦的2026年主辦權遴選改由全體會員國選出。對申辦世界盃有興趣的國家之足球協會收到國際足協的「主辦協議書」（Hosting Agreement），該協議書會解釋申辦活動的步驟與需要條件。角逐申辦資格的足球協會也會收到一份表格，繳交該表格代表足協官方對角逐資格的確認。之後，國際足協會派出一些專家到該國視察，以判定該國有沒有足夠的資源舉辦這賽事，並就該國的情況撰寫一份報告。結果會在該屆賽事舉行之前六至七年公佈，以便主辦國有足夠時間籌備，然而偶爾也有不同屆別的主辦國同時公佈的情況，如2018年和2022年世界盃的申辦結果便是於同一天公佈。
2010年和2014年的世界盃決賽週，採用洲際輪辦制度(continental rotation policy，2010年定為非洲、2014年定為南美洲），如該洲只得一個申辦國，此國便會自動當選。此輪辦制度在2006年世界盃申辦風波後引入，當時德國在投票中擊敗南美洲國家而獲得主辦權。可是，這个制度會在2014年之後廢除，由2018年世界盃起，任何國家都能申辦，但同洲國家不能連續主辦超過兩屆世界盃。在2014年世界杯申辦期間，巴西是唯一官方認可之申辦國。在某程度上，此舉是為了防止類似情況再次發生。

## 媒體
1954年，世界盃首次在電視播放。自1998年法國世界盃開始，在電視轉播收視人群統計上達到單屆40億人次，超過2000年悉尼奧運會的20億人次和2004年雅典奧運會的35億人次，成為全世界為最受歡迎體壇盛事。在2006年世界盃，總觀賽的人數（包括每場賽事觀賽人數）約有26.29億人，7.151億人觀看決賽（世界上每9人便有1人收看）。而到了2022的卡塔爾世界杯，更有高達15億人觀看決賽，以當年地球總人口（約70億人）計算，即是平均每5人便有1人收看，亦使該場比賽成爲有史以來最多人收看的電視節目之一。

### 吉祥物
自1966年世界杯起，每屆世界盃都擁有自己的吉祥物。1966年英格兰世界杯吉祥物为狮子世界盃威利（World Cup Willie），是首個世界盃吉祥物。2022卡塔尔世界杯的吉祥物為阿拉伯头巾拉伊卜（La'eeb）。

### 指定用球
由1970年世界杯開始，每一屆世界盃賽事都會採用阿迪达斯（Adidas）所製造的足球用于比賽期間使用。2022年世界杯採用阿迪达斯設計的“逐梦之旅（Al Rihla）”和“圆梦之旅（Al Hilm）”。

## 歷屆賽事列表

### 每屆總結
| 1930 | 乌拉圭                                                             | · 乌拉圭 | 4–2                       | · 阿根廷          | · 美国   | 無(1)       | · 南斯拉夫(4) | 13 |
| 1934 | 義大利                                                             | · 義大利 | 2–1（加時）               | · 捷克斯洛伐克(3) | · 德国   | 3–2         | · 奥地利      | 16 |
| 1938 | 法國                                                               | · 義大利 | 4–2                       | · 匈牙利          | · 巴西   | 4–2         | · 瑞典        | 15 |
| 1950 | 巴西                                                               | · 乌拉圭 | 小組賽(2)                 | · 巴西            | · 瑞典   | 小組賽(2)   | · 西班牙      | 13 |
| 1954 | 瑞士                                                               | · 西德   | 3–2                       | · 匈牙利          | · 奥地利 | 3–1         | · 乌拉圭      | 16 |
| 1958 | 瑞典                                                               | · 巴西   | 5–2                       | · 瑞典            | · 法國   | 6–3         | · 西德        | 16 |
| 1962 | 智利                                                               | · 巴西   | 3–1                       | · 捷克斯洛伐克(3) | · 智利   | 1–0         | · 南斯拉夫(4) | 16 |
| 1966 | 英格兰                                                             | · 英格兰 | 4–2（加時）               | · 西德            | · 葡萄牙 | 2–1         | · 苏联(5)     | 16 |
| 1970 | 墨西哥                                                             | · 巴西   | 4–1                       | · 義大利          | · 西德   | 1–0         | · 乌拉圭      | 16 |
| 1974 | 西德                                                               | · 西德   | 2–1                       | · 荷蘭            | · 波蘭   | 1–0         | · 巴西        | 16 |
| 1978 | 阿根廷                                                             | · 阿根廷 | 3–1（加時）               | · 荷蘭            | · 巴西   | 2–1         | · 義大利      | 16 |
| 1982 | 西班牙                                                             | · 義大利 | 3–1                       | · 西德            | · 波蘭   | 3–2         | · 法國        | 24 |
| 1986 | 墨西哥                                                             | · 阿根廷 | 3–2                       | · 西德            | · 法國   | 4–2（加時） | · 比利时      | 24 |
| 1990 | 義大利                                                             | · 西德   | 1–0                       | · 阿根廷          | · 義大利 | 2–1         | · 英格兰      | 24 |
| 1994 | 美国                                                               | · 巴西   | 0–0（加時） 3–2（十二碼） | · 義大利          | · 瑞典   | 4–0         | · 保加利亚    | 24 |
| 1998 | 法國                                                               | · 法國   | 3–0                       | · 巴西            | ·        | 2–1         | · 荷蘭        | 32 |
| 2002 | · 日本                                                             | · 巴西   | 2–0                       | · 德国            | · 土耳其 | 3–2         | ·             | 32 |
| 2006 | 德国                                                               | · 義大利 | 1–1（加時） 5–3（十二碼） | · 法國            | · 德国   | 3–1         | · 葡萄牙      | 32 |
| 2010 | 南非                                                               | · 西班牙 | 1–0（加時）               | · 荷蘭            | · 德国   | 3–2         | · 乌拉圭      | 32 |
| 2014 | 巴西                                                               | · 德国   | 1–0（加時）               | · 阿根廷          | · 荷蘭   | 3–0         | · 巴西        | 32 |
| 2018 | 俄羅斯                                                             | · 法國   | 4–2                       | ·                 | · 比利时 | 2–0         | · 英格兰      | 32 |
| 2022 | 卡塔尔                                                             | · 阿根廷 | 3–3（加時） 4–2（十二碼） | · 法國            | ·        | 2–1         | · 摩洛哥      | 32 |
| 2026 | 加拿大 · 墨西哥 · 美国                                             |          | 未來賽事                  |                   |          | 未來賽事    |               | 48 |
| 2030 | 西班牙 · 摩洛哥 · 葡萄牙 · 揭幕战由 · 阿根廷 · 乌拉圭 · 巴拉圭承办 |          | 未來賽事                  |                   |          | 未來賽事    |               | 48 |
| 2034 | 沙烏地阿拉伯                                                       |          | 未來賽事                  |                   |          | 未來賽事    |               | 48 |

### 準決賽暨決賽成績

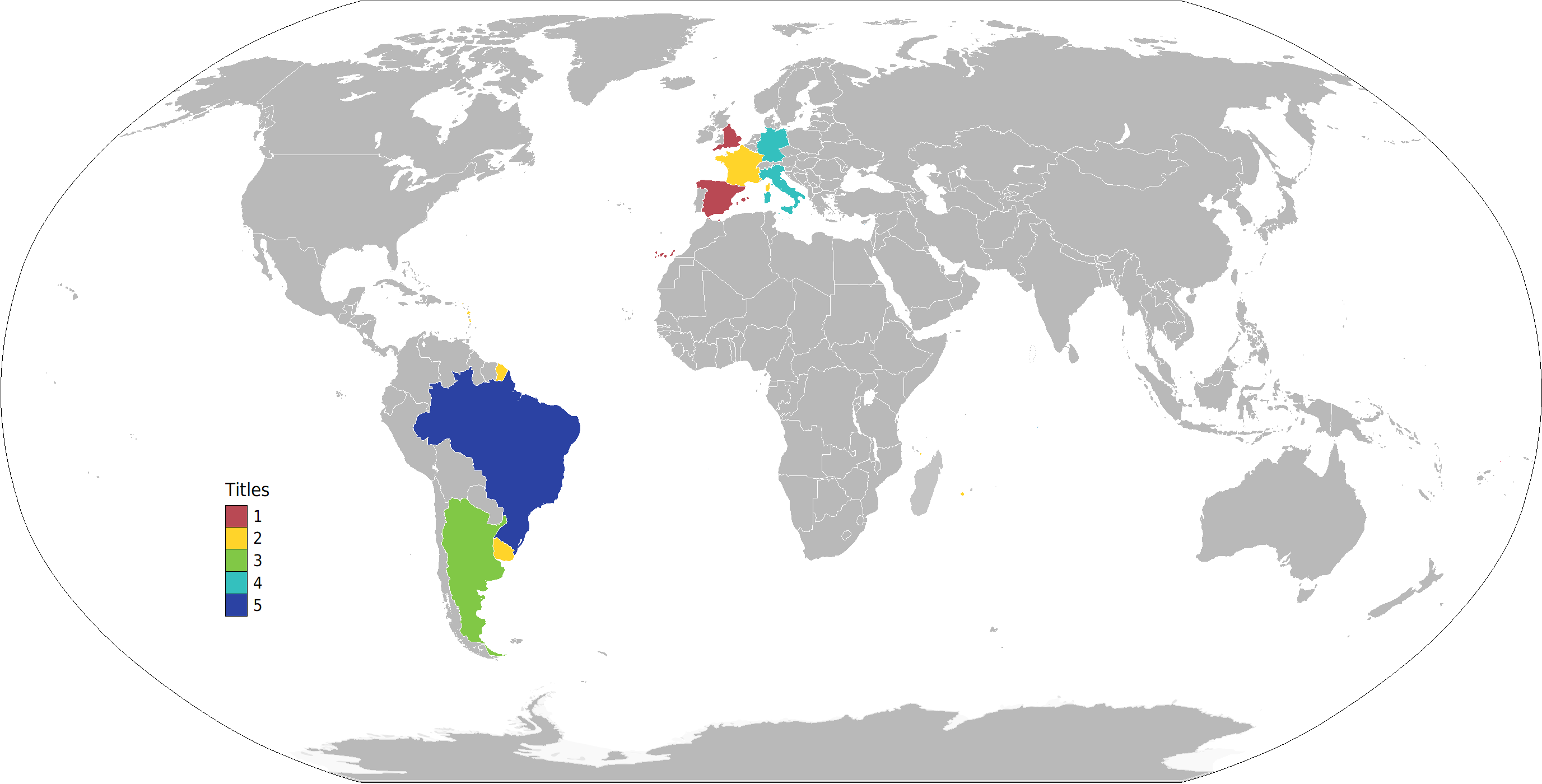
冠軍國家一覽

賽事舉辦至今，共有80隊曾進入世界盃決賽週。80隊之中，只有13隊曾打入決賽，8隊奪冠（其中6隊是首度打入決賽即奪冠）。這8隊會在他們球衣上的標誌加上星章，星的數目代表該隊贏得世界盃冠軍的次數。2010年起，球队若能夺冠，在今后四年球衣的胸部位置將會印上世界杯冠军盾，即印有大力神杯和英文FIFA World Champions（上届年份）的金色盾形图案，直到下届世界杯决出新的冠军为止。。
世界盃最成功的球隊，是獲得5次冠軍的巴西隊，該隊是唯一在每屆賽事都能打入決賽週的球隊。2006年冠軍意大利隊及2014年冠军德國隊以4屆緊隨其後。在世界杯的历史上，只有巴西和意大利曾成功衛冕。
以下列表記載25支曾打進世界盃4強球隊的表現。德國隊曾8次躋身決賽，巴西則有7次。在二戰之後，只有1978年、2006年、2010年、2018年和2022年的冠亞軍決賽沒有該兩隊的參與。四強成績的統計上，德國隊以13次超過巴西11次和意大利8次，成為晉級四強次數最多的球隊。法國7次，阿根廷6次，烏拉圭、荷兰各以5次位列之後。
| 排序 | 國家          | 冠軍                              | 亞軍                        | 季軍                         | 殿軍                  | 累積屆數 |
| ---- | ------------- | --------------------------------- | --------------------------- | ---------------------------- | --------------------- | -------- |
| 1    | 巴西          | 5（1958，1962，1970，1994，2002） | 2（1950*，1998）            | 2（1938，1978）              | 2（1974，2014*）      | 11       |
| 2    | 德國^         | 4（1954，1974*，1990，2014）      | 4（1966，1982，1986，2002） | 4（1934，1970，2006*，2010） | 1（1958）             | 13       |
| 3    | 意大利        | 4（1934*，1938，1982，2006）      | 2（1970，1994）             | 1（1990*）                   | 1（1978）             | 8        |
| 4    | 阿根廷        | 3（1978*，1986，2022）            | 3（1930，1990，2014）       | -                            | -                     | 6        |
| 5    | 法國          | 2（1998*，2018）                  | 2（2006，2022）             | 2（1958，1986）              | 1（1982）             | 7        |
| 6    | 烏拉圭        | 2（1930*，1950）                  | -                           | -                            | 3（1954，1970，2010） | 5        |
| 7    | 英格蘭        | 1（1966*）                        | -                           | -                            | 2（1990，2018）       | 3        |
| 8    | 西班牙        | 1（2010）                         | -                           | -                            | 1（1950）             | 2        |
| 9    | 荷蘭          | -                                 | 3（1974，1978，2010）       | 1（2014）                    | 1（1998）             | 5        |
| 10   | 捷克斯洛伐克# | -                                 | 2（1934，1962）             | -                            | -                     | 2        |
| 11   | 匈牙利        | -                                 | 2（1938，1954）             | -                            | -                     | 2        |
| 12   | 瑞典          | -                                 | 1（1958*）                  | 2（1950，1994）              | 1（1938）             | 4        |
| 13   | 克罗地亚      | -                                 | 1（2018）                   | 2（1998，2022）              | -                     | 3        |
| 14   | 波蘭          | -                                 | -                           | 2（1974，1982）              | -                     | 2        |
| 15   | 奧地利        | -                                 | -                           | 1（1954）                    | 1（1934）             | 2        |
| 16   | 葡萄牙        | -                                 | -                           | 1（1966）                    | 1（2006）             | 2        |
| 17   | 比利時        | -                                 | -                           | 1（2018）                    | 1（1986）             | 2        |
| 18   | 美國          | -                                 | -                           | 1（1930）                    | -                     | 1        |
| 19   | 智利          | -                                 | -                           | 1（1962*）                   | -                     | 1        |
| 20   | 土耳其        | -                                 | -                           | 1（2002）                    | -                     | 1        |
| 21   | 南斯拉夫#     | -                                 | -                           | -                            | 2（1930，1962）       | 2        |
| 22   | 蘇聯#         | -                                 | -                           | -                            | 1（1966）             | 1        |
| 23   | 保加利亞      | -                                 | -                           | -                            | 1（1994）             | 1        |
| 24   | 韓國          | -                                 | -                           | -                            | 1（2002*）            | 1        |
| 25   | 摩洛哥        | -                                 | -                           | -                            | 1（2022）             | 1        |

* = 主辦國
^ = 只計算西德國家足球隊在1954年至1990年的出賽紀錄，不包括東德。
# = 已不存在國家

### 主辦國表現
拿下冠軍寶座的8隊中，有6隊曾在自己國土之下奪冠，只有巴西和西班牙是例外，巴西在其第一次主辦過的1950年世界盃中，對烏拉圭隊的決定性一戰落敗。而在其第二次主辦過的2014年世界盃中，在半决赛對德国隊以1:7这个令人大跌眼鏡的紀錄結束半决赛。创了世界杯半决赛最大比分的历史。
而西班牙亦在1982年世界盃中，在第二圈分組賽出局。
1966年的英格蘭隊只曾在主場奪冠。烏拉圭隊（1930年）、意大利隊（1934年）、阿根廷隊（1978年）和法國隊（1998年）在主辦之下首次奪冠，但之後曾在他國主辦的賽事再次取得冠軍，德國隊則在1974年主辦之下，第2次贏得冠軍獎盃。
其他國家亦曾在主辦之下取得好表現。1958年的瑞典隊取得亞軍、1962年的智利隊及2006年的德國隊取得季軍、1970年和1986年的墨西哥隊及2018年的俄羅斯隊進入8強。2010年主辦國南非是首支主辦國未能晉身次圈的球隊，2022年主辦國卡塔爾則成為第二支主辦國未能晉身淘汰賽的球隊，同時亦成為首支分組賽0分的主辦國。

### 各洲最佳表現
| 洲份                          | 冠軍                                                                        | 亞軍 | 季軍 | 殿軍                                                                                          |
| ----------------------------- | --------------------------------------------------------------------------- | --- | --- | --------------------------------------------------------------------------------------------- |
| 歐洲 (UEFA)                   | 12 (1934、1938、1954、1966、1974、1982、1990、1998、2006、2010、2014、2018) | 17 (1934、1938、1954、1958、1962、1966、1970、1974、1978、1982、1986、1994、2002、2006、2010、2018、2022) | 18 (1934、1950、1954、1958、1966、1970、1974、1982、1986、1990、1994、1998、2002、2006、2010、2014、2018、2022) | 15 (1930、1934、1938、1950、1958、1962、1966、1978、1982、1986、1990、1994、1998、2006、2018) |
| 南美洲 (CONMEBOL)             | 10 (1930、1950、1958、1962、1970、1978、1986、1994、2002、2022)             | 5 (1930、1950、1990、1998、2014)                                                                          | 3 (1938、1962、1978)                                                                                            | 5(1954、1970、1974、2010、2014)                                                               |
| 中北美洲及加勒比海 (CONCACAF) |                                                                             | | 1 (1930) |                                                                                               |
| 亞洲 (AFC)                    |                                                                             | | | 1（2002）                                                                                     |
| 非洲 (CAF)                    |                                                                             | | | 1（2022）                                                                                     |

至今，只有歐洲和南美洲的球隊曾在世界盃打進決賽，其中歐洲球隊獲得12次冠軍，南美球隊10次。除了這兩洲之外，還有三個洲曾打入半決賽，分別是1930年中北美洲及加勒比海區的美國隊、2002年亞洲的韓國隊和2022年非洲的摩洛哥隊；大洋洲球隊只出席過3屆世界盃，最佳成績只曾打進1次16強賽，就是2006年的澳大利亚隊進入16強（2006年世界盃以後澳大利亚隊已轉戰亞洲區）。2022年澳大利亚再次进入16强，追平了大洋洲球队最佳战绩。
幾乎所有在歐洲主辦的世界盃決賽週皆由歐洲球隊贏得冠軍，唯獨1958年的巴西隊例外，他們在決賽擊敗主辦國瑞典隊贏得冠軍。而在美洲主辦的世界盃決賽週也幾乎由南美球隊贏得冠軍，唯獨2014年的德国隊例外，他們在準決賽擊敗主辦國巴西隊、決賽擊敗阿根廷隊贏得冠軍。只有兩隊曾嚐過兩連霸的滋味：意大利隊和巴西隊分別在1938年和1962年衛冕世界盃冠軍。荷蘭和德国隊分别在1978年和1986年衛冕世界盃亞軍。德国隊在2010年衛冕世界盃季軍。

## 經濟及政治影響
作為當今世界上最大的單項體育盛會，世界盃亦開始日趨商業化，如2010年南非世界盃國際足聯頒出高達4億美元的總獎金給予各個球隊，開創了世界體育史最高獎金紀錄。而世界盃帶給主辦國的直接經濟效應更是立竿見影，早於1982年，西班牙因為主辦世界盃就獲得高達63億美元的旅遊收入，2006年的德國世界盃更是為德國帶來110億美元至120億美元的直接經濟收入。各個參賽國亦對球員以及球隊開出高額的獎金以刺激成績，朝鮮隊於2010年打入南非世界盃賽，朝鮮政府開出的獎金甚至已經超越了奧運會金牌獲得者的獎金。
在一些國家，例如中國，雖然國家隊屢次無法進入世界杯，但世界杯仍舊帶來客觀的經濟影響。2010年南非世界盃開始前，如往常一樣，中國國家廣電總局規定只有中國中央電視台有獨家的轉播購買權利，有傳媒報導中央電台僅在廣告費方面的收入就超過20億元人民幣，而中國的一些啤酒企業，甚至股票市場都會因為世界杯的舉行產生波動。
世界盃賽影響力亦體現在多國的政治領域，通常奪冠球隊與表現出色的球員都會被各國視為民族英雄，1998年法國隊在本土勇奪冠軍，法國總統希拉克甚至在頒獎時讓隊長迪迪埃·德尚背對自己站在長桌上高舉大力神盃，甚至於八年後的德國世界盃，當法國隊決賽点球4-6輸於意大利隊時，希拉克仍舊在球隊回國後在總統府接見了亞軍球隊。2006年世界盃賽決賽，包括德國總理默克爾，意大利總統納波利塔諾，法國總統希拉克，聯合國秘書長安南在內的多名政客親臨賽場觀看比賽。2009年的世界盃歐洲區外圍賽，愛爾蘭隊因為法國隊一個犯規進球而無法晉級，總理考恩甚至用外交辭令與法國總統薩爾科齊交涉重賽，後薩爾科齊亦向愛爾蘭國民致歉，但聲明法國並不接受重賽。

## 榮譽
在每一屆世界盃上，國際足協為了表揚賽事中在各方面表現出色的球員及球隊，因此設立六個獎項頒發給各球員及球隊以示獎勵，這六個獎項包括：
- 世界盃金靴獎（adidas Gold Boot）——是頒發給每屆世界盃決賽週入球數目最多的球員，由於該獎項是由阿迪达斯公司出資贊助，因此冠以Adidas的名稱，於1930年首次頒發獎項。第二名和第三名分別獲頒發銀靴獎和銅靴獎。
- 世界盃金球獎（adidas Golden Ball）——是頒發給每屆世界盃決賽週表現最優秀的球員，由投票選出。由於該獎項是由阿迪达斯公司出資贊助，因此冠以Adidas的名稱，於1982年首次頒發獎項。投票的亞軍和季軍分別獲頒發銀球獎和銅球獎[53]。
- 世界盃金手套獎（adidas Golden Glove）[註 4]——是授予每屆世界盃上表現最優秀的守門員，於1994年首次頒發獎項[54]。
- 世界杯最佳年轻球员奖（Best Young Player）——表揚在決賽周期間表現最優秀的21歲以下年青球員，於2006年首次頒發獎項[55]。
- 世界盃公平競賽獎（FIFA Fair Play Award）——是頒發給每屆世界盃決賽週保持著公平競爭的良好紀錄的球隊，只有晉身賽事第二圈的球隊才可以列入獎項提名名單當中，於1978年首次頒發獎項[55]。
- 最具娛樂性球隊（Most Entertaining Team）——由公眾人士選出每屆世界盃決賽週最富娛樂性的球隊，於1994年首次頒發獎項。

世界盃全明星隊（All-Star Team）是賽事表現最佳的球員，組成一隊全明星隊。1998年開始選出。

## 紀錄及統計數據

### 球隊
世界盃冠軍次數截至2022年世界杯為止，巴西奪得5次冠軍排名第一，亦是唯一參加過每屆世界盃決賽周的國家隊。意大利和德國都奪得4次冠軍并列第二（德國之前3次奪得冠軍都是計算以西德的名義奪得冠軍的記錄，直至1990年東德西德重新統一，得以以「德國」隊名義繼續參加國際大賽，並於2014年世界盃拿下德国統一後首座世界盃冠軍寶座）。克羅地亞在1998年成為首次晉身決賽週便取得季軍的國家足球隊。
2002年以前，世界盃決賽階段比賽都由一個國家承辦，2002年世界杯首次由兩國（日本和南韓）聯合主辦。这屆亦是世界盃史上首次在亞洲舉辦。最后，韩国在这届比赛上取得第四名的成绩，成为迄今足球世界杯史上唯一一支进入前四的亚洲地区球队。
至今只有一支南美球隊曾經在歐洲大陸奪得世界盃冠軍，就是巴西隊在1958年世界盃擊敗東道主瑞典隊奪冠。巴西和西班牙亦是8隊世界盃冠軍得主中未曾在主場奪冠的球隊。
西班牙國家足球隊奪得在南非舉行的2010年世界盃冠軍，是第一支在歐洲大陸以外和首支在非洲捧起世界盃的歐洲球隊。
德國在巴西舉行的2014年世界盃創下世界盃準決賽最大分差7比1勝東道主巴西。另外再創下歷史性首支歐洲大陸球隊奪得在南美洲舉行比賽冠軍的球隊。
摩洛哥國家足球隊在卡達舉行的2022年世界盃中取得第四名的成績，成為迄今唯一一支踢進四強的非洲及阿拉伯球隊。
大洋洲國家中只有澳洲和新西兰國家隊曾參加決賽周。新西蘭國家隊更是因澳洲加入亞洲足協後成為大洋洲最強的足球國家。

### 個人
世界盃決賽圈最多入球的球員是德國的克洛澤，他在4屆賽事中射入16球，其中7球是头球，也是头球最多的球員，並且进球中没有点球，他也是目前為止连续3届世界杯进球达到4球以上的唯一一位參賽球员(2002年5球、2006年5球、2010年4球)。巴西的罗纳尔多在3届赛事中共射入15球，位列第2。德国的蓋德·穆勒排名第3，在2屆賽事共射入14球。並列第4位的是法國的方丹（Just Fontaine）和阿根廷的美斯，兩人都在世界盃中射入過13球。其中，方丹在1958年一屆比賽中即射入13球，兼在每場都至少取得1球，成為單屆賽事入球最多的球員。
出席世界盃決賽週次數最多的球員分別是德國的馬圖斯，墨西哥的卡巴渣（Antonio Carbajal）、拉法埃尔·马克斯、奧喬亞、瓜爾達多，葡萄牙的C朗和阿根廷的美斯。他們都各出席過5屆世界盃。
梅西在決賽週共出戰26場，成為出場最多的球員。而巴西的贝利是唯一贏得3屆世界盃的球員。德國的克洛澤则是唯一拿过世界杯冠军(2014年)、亚军(2002年)和季军(2006年、2010年)的球员，并且连续4届参加半决赛(2002年、2006年、2010年、2014年)。而巴西人卡福则是唯一一个连续3届参加决赛的球员(1994年(22分钟替换尤尔津霍)、1998年、2002年)。
德國的貝肯鮑爾是第1位以隊長和教練身份都成功捧盃的人，他分別於1974年以隊長身份捧盃，再在1990年以教練身份帶領德國第3次贏得冠軍。後續法國的德尚亦於1998年以隊長身份捧盃，再在2018年以教練身份帶領法國第2次贏得冠軍。
巴西的扎加洛（Mário Zagallo）亦先後在1958年和1962年以球員身份取得冠軍，再在1970年以主教練身份帶領巴西奪冠。意大利的波佐（Pozzo）是唯一曾帶領自己球隊捧走兩次冠軍獎盃的主教練。
阿根廷的巴蒂斯圖塔(Gabriel Omar Batistuta)是唯一一名同時在2屆世界盃（1994年、1998年）上演「帽子戲法」的球員。
所有冠軍隊伍之教練都是「土炮」（即國籍和所屬隊伍一樣）。

## 特別事項

### 衛冕冠军魔咒
衛冕成功本來就已經不易，雖然只有巴西和意大利曾成功在世界盃上衛冕，且於下一屆自動獲得決賽周參賽名額，但都在分組賽便出局。
自1998年法國國家足球隊奪冠開始，所有歐洲該屆衛冕冠軍甚至都會在下一屆小組賽階段出局，包括2010年意大利國家足球隊、2014年西班牙國家足球隊和2018年德國國家足球隊，期間只有巴西在2006年以衛冕國家身份進入八強；直至2022年，衛冕的法國國家足球隊終於打破此魔咒，不但成為首隊晉身淘汰賽，更一路成功晉身決賽，但卻於互射十二碼階段不幸落敗，最終仍然未能成功衛冕。

### 最具爭議
2002年世界盃足球賽十六強賽義大利對陣韓國的比賽中，當值主裁判拜倫·莫雷諾對韓國隊員的多次惡性犯規視而不見，義大利隊邊後衛科科亦遭韓國隊員柳相鐵肘擊頭部而血流滿面，莫雷諾仍無反應，反倒判義大利隊前鋒托蒂假摔而將其驅逐出場（事實上是明顯被韓國隊員宋鍾國絆倒），並以越位為由吹掉了義大利隊中場托馬西的一個本應毫無爭議的進球。最終義大利被韓國隊在延長賽中淘汰。

## 外部連結
- 世界盃官方網站（页面存档备份，存于）
- 國際足協世界盃的新浪微博（中文）（英文）
- 國際足協世界盃的Facebook專頁（英文）
- 國際足協世界盃的Instagram帳戶（英文）
- 國際足協世界盃的LinkedIn帳戶（英文）
- 國際足協世界盃的X（前Twitter）（英文）
- YouTube上的國際足協世界盃頻道（英文）